# Toga
Denne side handler om klædningsstykket. For værtshuset, se Toga Vinstue.
En toga (af latin tego, "at dække") var en kappe af uld båret udenpå en tunika. I Romerriget var togaen forbeholdt voksne, mandlige borgere. Slaver og drengebørn gik kun med tunika. Ikke-borgere måtte heller ikke bære toga. Kvinder bar i stedet stola.
- Wikimedia Commons har flere filer relateret til Toga

| Tøj | Spire Denne artikel om tøj, sko eller lignende er en spire som bør udbygges. Du er velkommen til at hjælpe Wikipedia ved at udvide den. |